# La Vipère noire (série télévisée)
Pour les articles homonymes, voir La Vipère noire et Blackadder.
La Vipère noire (Blackadder) est une série télévisée britannique en 24 épisodes de 30 minutes environ, 2 épisodes de 45 minutes et d'un épisode de 15 minutes, créée par Richard Curtis et Rowan Atkinson et diffusée entre le 15 juin 1983 et le 2 novembre 1989 sur BBC One. En France, la série a été diffusée à partir de 1995 sur Arte.

## Synopsis
Cette série humoristique suit les mésaventures de deux personnages, Edmund Blackadder et son domestique Baldrick, à travers les faits marquants de l'histoire de l'Angleterre, de 1485 à 1917. Les deux héros sont, à chaque saison, les descendants de leurs familles respectives. Il s'agit, en quelque sorte, d'une saga familiale s'étendant par pointillés sur plus de quatre siècles.

## Distribution
- Rowan Atkinson (VF : Guy Chapellier) :
Prince Edmund Blackadder (saison 1) / Lord Edmund Blackadder (saison 2) / Edmund Blackadder (saison 3) / capitaine Edmund Blackadder (saison 4)
- Tony Robinson : Baldrick (saison 1 à 3) / Private Baldrick (saison 4)
- Robert East : le prince Harry, fils de Richard IV
- Tim McInnerny : Lord Percy (saisons 1 et 2) / capitaine Kevin Darling (saison 4)
- Brian Blessed : le roi Richard IV
- Elspet Gray : la reine, épouse de Richard IV
- Miranda Richardson : Élisabeth Ire d'Angleterre (saison 2) / Amy (saison 3, épisode 5) / l'infirmière (saison 4, épisode 5)
- Stephen Fry : Lord Melchett (saison 2) / général Anthony Cecil Hogmanay Melchett (saison 4)
- Hugh Laurie : Simon Partridge (saison 2, épisode 5) / Prince Ludwig (saison 2, épisode 6) / le prince George (saison 3) / lieutenant George Barleigh (saison 4)
- Kate Moss : Lady Marianne (Blackadder: Back & Forth)
- Colin Firth : William Shakespeare (Blackadder: Back & Forth)
- Rik Mayall : Lord Flasheart (saison 2, épisode 2) / capitaine Flasheart (saison 4, épisode 4)

## Épisodes

### Épisode pilote (non diffusé) (1982)
Le script de cet épisode a été entièrement repris, à quelques détails près, dans Né pour régner, 2e épisode de la première saison. La distribution est quelque peu différente.

### Première saison:Blackadder(1983)
L'action se passe au XVe siècle, entre le 21 août 1485 et 1498. La série raconterait des épisodes secrets de la guerre des Deux-Roses : dans cette version de l'histoire, les troupes de Richard III remportent la bataille de Bosworth, tandis qu'Henri Tudor se serait enfui, mais le roi est tué accidentellement par Lord Edmund Plantagenet, le fils de son neveu Richard de Shrewsbury qui ne fut pas emprisonné à la Tour de Londres. Le nouveau roi Richard IV a deux fils, le brillant Henri et le fourbe Edmund, le premier de sa dynastie à utiliser le surnom The Black Adder (la Vipère Noire). La série suit les essais d'Edmund pour parvenir sur le trône, ou du moins à la reconnaissance paternelle.
1. La Prédiction (The Foretelling)
2. Né pour régner (Born to Be King)
3. L'Archevêque (The Archbishop)
4. La Barbe de la reine d'Espagne (The Queen of Spain's Beard)
5. Le Pourchasseur flaire-sorcier (Witchsmeller Pursuivant)
6. Le Sceau noir (The Black Seal)

Une confusion a parfois lieu dans la numérotation des épisodes :
- À la fin du générique de l'épisode 2, on peut lire le titre « 4 - Born to be King ».
- À la fin du générique de l'épisode 4, on peut lire le titre « 2 - The Queen of Spain's Beard ».

Il s'agit en fait d'une erreur d'incrustation qui n'a jamais été corrigée. « Born to be King » est bien l'épisode 2, et « The Queen of Spain's Beard » est bien l'épisode 4.

### Deuxième saison:Blackadder II(1986)
L'action se passe au XVIe siècle. À la cour d'Élisabeth Ire, Lord Edmund Blackadder est un aristocrate tentant de gagner la faveur royale. Contrairement à son arrière-grand-père, le premier Blackadder, il est intelligent et sémillant.
1. Clochettes (Bells)
2. La Tête (Head)
3. Pomme de terre (Potato)
4. L'Argent (Money)
5. La Bière (Beer)
6. Chaînes (Chains)

### Troisième saison:Blackadder the Third(1987)
L'action se passe à la fin du XVIIIe siècle pendant la folie du roi George III. Monsieur E. Blackadder est le majordome du prince de Galles et régent, le futur George IV, un dandy idiot et gâté.
1. Fromage et Fraude (Dish and Dishonesty)
2. Encre et Cancre (Ink and Incapability)
3. Les nobles mourront rouges (Nob and Nobility)
4. Scène et Sénilité (Sense and Senility)
5. Amy ou Ennemie (Amy and Amiability)
6. Duel et Dualisme (Duel and Duality)

### Hors saison:Blackadder: The Cavalier Years(1988)
- Années chevaleresques (Blackadder: The Cavalier Years)

Fin 1648, Sir Edmund Blackadder tente de sauver la vie du roi Charles Ier, condamné à mort après la Première Révolution anglaise.

### Hors saison:Blackadder's Christmas Carol(1988)
- Un conte de Noël (Blackadder's Christmas Carol)

Sous le règne de la reine Victoria, Ebenezer Blackadder, dont le voisinage profite outrageusement de la bourse, reçoit la visite du fantôme de Noël (Robbie Coltrane) qui le félicite de sa générosité. Mais, en lui présentant le passé et l'avenir des Blackadder, cet esprit va bouleverser la conclusion de cet épisode, inspiré du Chant de Noël de Charles Dickens.

### Quatrième saison:Blackadder Goes Forth(1989)
L'action se passe en 1917, dans les tranchées du front de l'Ouest. Le capitaine Blackadder tente par tous les moyens d'échapper aux assauts à travers le no man’s land malgré l'envie d'héroïsme du lieutenant George et les plans d'attaque du général Melchett. Dans le dernier épisode, la quasi-totalité des personnages sont tués dans un assaut. L'épisode a été diffusée quelques jours avant les commémorations du Jour du Souvenir et le résultat fut considéré comme particulièrement puissant et poignant.
1. Capitaine et Chef (Plan A: Captain Cook)
2. Châtiment corporel (Plan B: Corporal Punishment)
3. Megastar (Plan C: Major Star)
4. Nous avions des avions (Plan D: Private Plane)
5. Espionnite à l'hôpital (Plan E: General Hospital)
6. Les Z'adieux (Goodbyeee...)

### Hors saison:Blackadder: Back & Forth(1999)
- Titre français inconnu (Blackadder: Back & Forth)

L'action se passe le 31 décembre 1999, le soir du réveillon. Réveillon au cours duquel Lord Blackadder révèle à ses convives qu'il a inventé une machine à voyager dans le temps et parie 10 000 £ avec chacun qu'il est capable de rapporter n'importe quel objet du passé qu'ils souhaitent. Disposant d'une cave emplie d'objets anciens que ses amis pourraient lui demander de rapporter afin de les arnaquer, il déclenche les mécanismes de la machine… pour découvrir que Baldrick a réussi à inventer une machine temporelle. Ils errent ainsi à travers l'histoire britannique (à la façon de Doctor Who) au risque de modifier le cours des événements.